# Кађеница
Кађеница је пећина и збег-црква у Србији. Налази се уз десну обалу Западне Мораве, у близини бране за хидроелектрану у Овчар Бањи, Пећина је површине око 50 m² са неколико мањих џепова. Прилаз пећини је уређен. Главна дворана у пећини је сакрално-споменички простор. У зиду Кађенице је пробијен прозор тако да је пећина доста добро осветљена. Испред пећине је велики крст.
За време Хаџи Проданове буне у пећину се сакрио народ од Турака. Међутим Турци су открили збег и на улаз пећине нагомилали грмље и сламу и запалили ватру тако да се народ у пећини угушио. Пошто се народ угушио димом (кадом) од овог догађаја пећина је добила име Кађеница. Кости убијених у пећини су лежале тако до 1936. године када су, на залагање тадашњег владике жичког Николаја Велимировића, сахрањене у два камена саркофага. Прилаз пећини је уређен пред почетак Другог светског рата. Поновно уређење пећине и приступа до ње је извршено 1991. године. Кађеница је под управом манастира Преображење и сваке године се на Видовдан врши парастос.